# Billaea steini
Billaea steini là một loài ruồi trong họ Tachinidae.